# Liselotte Eder
Liselotte „Lilo“ Eder (geborene Liselotte Pempeit; geschiedene Liselotte Fassbinder; * 6. Oktober 1922 in Kowall/Schmiede, Kreis Danziger Höhe; † 7. Mai 1993 in München) war eine deutsche Übersetzerin und Schauspielerin. Sie war die Mutter des Regisseurs Rainer Werner Fassbinder, der sie in zahlreichen seiner Filme in kleinen Rollen besetzte. Sie machte sich außerdem als Übersetzerin des Frühwerks von Truman Capote einen Namen.

## Leben
Eder wurde als Liselotte Irmgard Pempeit bei Danzig geboren. Während des Zweiten Weltkrieges studierte sie Germanistik in München, wo sie 1944 den promovierten Mediziner Hellmut Fassbinder (1918–2010) kennenlernte, den sie im folgenden Jahr heiratete. Aufgrund der Kriegswirren und weil Fassbinder als Assistenzarzt in Bad Wörishofen stationiert war, wurde der einzige Sohn Rainer 1945 in Bad Wörishofen geboren. Die Familie zog kurz darauf nach München, wo Hellmut Fassbinder eine Praxis eröffnete. Nach der Scheidung von ihrem Mann (1951) begann Eder verstärkt als Übersetzerin englischer und französischer Belletristik hervorzutreten. 1959 heiratete sie den Journalisten Wolff Eder.
1957 übersetzte Eder für den Wiesbadener Limes-Verlag erstmals einen Band mit Erzählungen von Truman Capote. Zu ihren weiteren Übersetzungsarbeiten gehören ein Band mit Essays des französischen Schriftstellers Julien Gracq, zwei Bücher des chinesisch-amerikanischen Kulturphilosophen Lin Yutang sowie etliche populäre Unterhaltungsromane für den auf Kinder- und Jugendliteratur spezialisierten Münchner Franz Schneider Verlag (Schneider-Bücher). 1969 begann sie als Mitarbeiterin der Forschungsgruppe Medizinische Datenverarbeitung der Gesellschaft für Strahlenforschung (GSF, heute Helmholtz-Gesellschaft) in München, wurde dort 1975 aktives gewähltes Mitglied im Betriebsrat und war teilweise auch als Assistentin wissenschaftlicher Mitarbeiter tätig. Nach ihrer Pensionierung 1984 blieb sie als freie Mitarbeiterin der GSF weiterhin tätig. Ihre Mitarbeit bei den filmischen Aktivitäten ihres Sohnes, z. B. die Aufarbeitung des antiteater-Schuldenkomplexes oder spätere Arbeiten als Filmgeschäftsführerin der Tango-Film, Rainer Werner Fassbinder zwischen 1972 und 1979, erledigte sie ausschließlich neben ihrer offiziellen Beschäftigung bei der GSF, vornehmlich in ihrer Freizeit.
Bereits in Rainer Werner Fassbinders zweitem Kurzfilm Das Kleine Chaos (1966) hatte Eder eine kleine Rolle übernommen. Bis 1982 setzte Fassbinder seine Mutter (meist unter ihrem Geburtsnamen Lilo Pempeit) in mehr als zwanzig weiteren Produktionen ein, zumeist in kurzen Szenen als ‚Nachbarin‘, ‚Kundin‘, ‚Sekretärin‘ oder ‚Mutter‘ (z. B. in Fontanes Fontane Effi Briest). Ihr bekanntester Auftritt dürfte jedoch das ausführliche und kontroverse Gespräch über Terrorismus und Demokratie sein, das sie mit ihrem Sohn in dessen semi-dokumentarischem Beitrag zu dem Episoden-Film Deutschland im Herbst (1978) führte.
Nach dem Tod ihres Sohnes (1982) gründete Eder 1986 die Rainer Werner Fassbinder Foundation. 1988 brachte der Vater Helmuth Fassbinder seine Anteile ebenfalls in die Stiftung ein. 1991 übertrug Liselotte Eder die gesamten Gesellschafteranteile und die Leitung der Stiftung an Fassbinders Lebensgefährtin und langjährige Filmeditorin Juliane Lorenz. Sie wurde von Eder testamentarisch als Alleinerbin eingesetzt.

## Übersetzungen (Auswahl)
Werke von Truman Capote (als Liselotte Fassbinder):
- Baum der Nacht und andere Erzählungen, Wiesbaden 1957
- Haus auf den Höhen, Wiesbaden 1964
- Die großen Erzählungen, München 1976
- Kindergeschichten, München 1976 (zusammen mit Elisabeth Schnack und Ingeborg Müller)

Sonstiges (als Liselotte Eder):
- Lin Yutang: Glück des Verstehens. Weisheit und Lebenskunst der Chinesen, Stuttgart 1963 (zusammen mit Wolff Eder)
- Julien Gracq: Entdeckungen. Essays zu Literatur und Kritik, Stuttgart 1965
- Lin Yutang: Chinesische Malerei, eine Schule der Lebenskunst, Stuttgart 1967
- Jack Peal: Invasion von der Wega. Todesstrahlen aus dem Weltall, München 1970
- Richard Deming: Twen-Polizei greift ein. Der Geheimauftrag, München 1970

## Filmografie (Auswahl)
- 1966: Das kleine Chaos
- 1970: Götter der Pest
- 1970: Warum läuft Herr R. Amok?
- 1971: Rio das Mortes
- 1972: Händler der vier Jahreszeiten
- 1972: Acht Stunden sind kein Tag (Fernsehserie)
- 1973: Welt am Draht (FernsehFilm)
- 1974: Angst essen Seele auf
- 1974: Nora Helmer (FernsehFilm)
- 1974: Martha (FernsehFilm)
- 1974: Fontane Effi Briest
- 1975: Faustrecht der Freiheit
- 1975: Mutter Küsters’ Fahrt zum Himmel
- 1975: Angst vor der Angst (Fernsehfilm)
- 1977: Bolwieser
- 1978: Despair – Eine Reise ins Licht
- 1978: Deutschland im Herbst
- 1978: In einem Jahr mit 13 Monden
- 1979: Die Ehe der Maria Braun
- 1979: Die dritte Generation
- 1980: Berlin Alexanderplatz (Fernsehserie)
- 1981: Lili Marleen
- 1982: Die Sehnsucht der Veronika Voss